# Sumelis bicoloripennis
Sumelis bicoloripennis là một loài bọ cánh cứng trong họ Cerambycidae.